# Перепелиця Аріадна Юхимівна
Перепелиця Аріадна Юхимівна (8 грудня 1928, Балта Одеська область — 17 травня 1996, Київ) — українська художниця театру та кіно. Художник по костюмам. Членкіня Національної спілки театральних діячів України (1967), членкіня Національної спілки художників України (1971).

## Біографія
Перепелиця Аріадна Юхимівна — народилася у м.Балта Одеської області. Батько — Юхим Васильович (загинув 1944), мати — Ольга Василівна Перепелиця (Левицька) походила з родини Тургенєвих. Після закінчення Виницької загальноосвітньої школи поступає до  Одеського художнього училища імені М. Б. Грекова. У 1960 році = переїхала до Ленінграду. 1961 році — художник Ленінградського телебачення.  1963 році  — переїзджає до  Києві і починає працювати на Київському телебаченні. 1969 — художник-постановник Київського театру оперетти. 1970 — 1973 роки — художник Республіканської студії телебачення. Померла 17 травня 1996 році у м. Київ. Похована на Лісному (Київ).
- Твори театрально-декораційного мистецтва зберігаються в музеях України: художньому музеї імені Й.Бокшая (Ужгород).

## Виставки
- 1955, 1960 — обласна художня виставка Одеса
- 1978, 1988 — персональна виставка Київ
- 1967, 1972,1983 — Республіканська виставка художників театру та кіно Київ